# Biossimetric
O Biossimetric é um Polimetilmetacrilato "PMMA" de 4º geração fabricado pela MTC Medical Comércio Indústria Importação e Exportação de Produtos Biomédicos Ltda. A ANVISA autoriza o uso do produto para a correção de lipodistrofia e a correção volumétrica facial e corporal por meio de Bioplastia.

## Concentrações existentes
De acordo com o fabricante, as seguintes concentrações:
- 5% de polimetilmetacrilato em seringas de 1 ml
- 10% de polimetilmetacrilato em seringas de 1 ml
- 15% de polimetilmetacrilato em seringas de 1 ml
- 30% de polimetilmetacrilato em seringas de 1 ml e 3 mls.

Conforme a concentração do PMMA, o produto deve ser injetado nos locais descritos a seguir:
- Biossimetric 5%: deve ser injetado na derme profunda.
- Biossimetric 10 ou 15%: deve ser injetado no tecido celular subcutâneo.
- Biossimetric 30%: deve ser injetado a nível intramuscular ou justa periosteal ou pericondrial.